# Pelourinho de Barcelos
O Pelourinho de Barcelos é um pelourinho ou picota localizado na freguesia de Barcelos, Vila Boa e Vila Frescainha (São Martinho e São Pedro), cidade e município de Barcelos, distrito de Braga, em Portugal.
Atualmente encontra-se junto à Igreja Matriz de Barcelos, próximo às ruínas do Paço dos Condes de Barcelos. Encontra-se classificado como Imóvel de Interesse Público desde 1933.

## História
Estima-se que terá sido construído nos finais do século XV ou princípios do século XVI.
Quando da sua edificação, terá estado localizado no Largo da Picota, entre os Paços do Concelho e a Igreja Matriz, tendo sido transferido para a sua atual localização em 1905.

## Características
Trata-se de um pelourinho em estilo gótico, de fuste octogonal que termina em gaiola, como o  pelourinho de Vila Real. Pode-se considerar essa gaiola em granito, como uma graciosa lanterna lavrada, típica do gótico final. A sua base atual é formada por quatro degraus octogonais.